# Ariel Romero
Ariel Romero (San Juan, 5 marzo 1986) è un hockeista su pista argentino.